# 덕천면
덕천면(德川面)은 대한민국 전북특별자치도 정읍시의 면이다. 면적은 20.68km2이고, 인구는 2024년 6월 30일을 기준으로 1,659명이다.
본래 고부군 우덕면과 달천면으로 명명하여 오다가 일제강점기 1914. 4. 1일에 고부군 우덕면과 달천면을 통합하여 정읍군 덕천면으로 개칭되었다.
그 이후 1982. 2. 15일 덕천면 망제리가 정주시로 편입되어 6개 리에서 5개리로 축소되고, 1987. 1 .1일 이평면의 도계리가 덕천면으로 편입되어 6개 리가 되었으며, 1995. 1. 1일 도농통합으로 정읍시 덕천면으로 칭하게 되었다.
덕천면은 동학농민혁명의 전적지로 '동학농민혁명 기념관'이 소재하고 있는 민주의식의 선진지이다. 동서부는 미곡 주산지, 서북부는 축산영농발전의 지역이며 망제동에 위치한 정읍 제 1공단에 인접해 있어 농외소득 증대 효과를 나타내고 있는 지역이다.
또한 동죽서원과 도계서원 등의 문화재가 있는 유교문화가 숨 쉬는 유서 깊은 고장이다.

## 연혁
- 1914. 4. 1. 고부군 우덕면과 달천면 통합 [정읍군 덕천면]
- 1983. 2. 15. 6개 리 중 망제리가 정주시로 분리
- 1987. 1. 1. 이평면 도계리 1개리 편입
- 1995. 1. 1. 정읍시 덕천면(도농통합)

## 문화재 및 관광 자원
- 동학농민혁명기념공원
- 정읍 동죽서원- 전북특별자치도 문화재자료 제 77호
- 정읍 도계서원- 전북특별자치도 문화재자료 제 79호
- 정읍 우덕리 산성- 전북특별자치도 기념물 제 51호

## 행정 구역
| 법정리명       | 마을유래 | 자연마을                                                                    | 비고 |
| -------------- | --- | --------------------------------------------------------------------------- | ---- |
| 하학리(下鶴里) | 본래 고부군 우덕면(優德面)구역인데, 1914년 행정구역 개편 대에, 중학리(中鶴里), 하학리(下鶴里), 장문리(長門里), 신덕리(新德里), 가정리(佳井里)와 답내면(沓內面) 신장리(新長里) 각 일부를 병합하여 중심 마을 이름을 따서 하학리라 하고, 정읍군 덕천면에 편입하였다.                                                              | 1)가정(佳井) 마을 2)장문(長文) 마을 3) 중하(中下) 마을                      |      |
| 상학리(上鶴里) | 본래 고부군 우덕면(優德面) 구역인데, 1914년 행정구역 개편 때에 상학리(上鶴里), 학전리(鶴田里), 동죽리(東竹里), 용곡리(用谷里), 학림리(鶴林里)일부를 병합하여, 중심마을 이름을 따서 상학리라 하고 정읍군 덕천면에 편입하였다.                                                                                                   | 1) 대죽(大竹) 마을 2) 전림(田林) 마을 3) 상학(上鶴) 마을                    |      |
| 도계리(道溪里) | 본래 고부군 답내면(畓內面)구역인데, 1914년 행정구역 개편 때에 월평리(月平里), 금계리(金鷄里), 덕정리(德汀里), 한교리(漢橋里), 도계리(道溪里), 신장리(新長里), 산매리(山梅里)의 각일 부를 병합하여, 그 중심 마을 이름을 따서 도계리라 하고 정읍군 이평면(梨坪面)에 속했으나, 1987년 1월 1일에 덕천면으로 행정구역이 변경되었다. | 1) 도계(道溪) 마을 2) 금계(金鷄) 마을                                       |      |
| 신월리(新月里) | 본래 고부군 달천면(達川面)구역인데, 1914년 행정구역 개편 때에 신월리(新月里), 삼봉리(三峰里), 쌍봉리(雙峰里), 부정리(夫亭里), 송산리(松山里), 영달리(永達里), 산우리(山隅里)각 일부와, 우덕면(優德面) 신기리(新基里)를 병합하여 중심 마을 이름을 따서 신월리라 하고, 정읍군 덕천면에 편입하였다.                               | 1) 신송(新松) 마을 2) 신월(新月) 마을 3) 삼봉(三峰) 마을                    |      |
| 달천리(達川里) | 본래 고부군 달천면(達川面) 구역인데, 1914년 행정구역 개편 때에 야리(野里), 용두리(龍頭里), 영달리(永達里), 산우리(山隅里)와 우일면(雨日面) 야리(野里)각 일부와 우덕면(優德面) 제우리(祭隅里)를 병합하여 중심 마을 이름을 따서 달천리라 하고 정읍군 덕천면에 편입하였다.                                                        | 1) 용곡(龍谷) 마을 2) 제야(際野) 마을 3) 산우(山隅) 마을 4) 용두(龍頭) 마을 |      |
| 우덕리(優德里) | 본래 고부군 우덕면(優德面) 구역인데, 1914년 행정구역 개편 때에, 용전리(龍田里), 시목리(?木里), 배장리(拜長里), 연촌(硯村), 쌍정리(雙丁里), 내촌(內村), 두지리(斗池里), 만종리(萬宗里)와 우일면(雨日面) 송덕리(頌德里)일부를 병합하여, 우덕면 소재지가 이곳이여서 그 이름을 따서 우덕리라 하고, 정읍군 덕천면에 편입하였다.     | 1) 두지(斗池) 마을 2) 내정(內亭) 마을 3) 용전(龍田) 마을 4) 만종(萬宗) 마을 |      |